# Margaret Chelimo Kipkemboi
Pour les articles homonymes, voir Chelimo.
Margaret Chelimo Kipkemboi, née le 9 février 1993, est une athlète kényane spécialiste des courses de fond. Elle remporte la médaille d'or du 5 000 m aux Jeux africains 2015.

## Biographie
Lors des championnats du monde 2022 à Eugene, elle décroche la médaille de bronze du 10 000 m en 30 min 10 s 07 (record personnel) derrière Letesenbet Gidey et Hellen Obiri.

## Palmarès
| Date | Compétition                               | Lieu             | Résultat | Épreuve             | Temps          |
| ---- | ----------------------------------------- | ---------------- | -------- | ------------------- | -------------- |
| 2015 | Jeux africains                            | Brazzaville      | 1re      | 5 000 m             | 15 min 30 s 15 |
| 2016 | Championnats d'Afrique                    | Durban           | 2e       | 5 000 m             | 15 min 7 s 56  |
| 2017 | Championnats du monde                     | Londres          | 5e       | 5 000 m             | 14 min 48 s 74 |
| 2018 | Championnats d'Afrique de cross           | Chlef            | 2e       | Individuel 8 km     | 35 min 13 s    |
| 2018 | Jeux du Commonwealth                      | Gold Coast       | 2e       | 5 000 m             | 15 min 15 s 28 |
| 2019 | Ligue de diamant                          | Ligue de diamant | 5e       | 5 000 m             | 14 min 36 s 48 |
| 2019 | Championnats du monde                     | Doha             | 2e       | 5 000 m             | 14 min 27 s 49 |
| 2022 | Championnats du monde                     | Eugene           | 3e       | 10 000 m            | 30 min 10 s 07 |
| 2023 | Championnats du monde                     | Budapest         | 4e       | 5 000 m             | 14 min 56 s 62 |
| 2023 | Championnats du monde de course sur route | Riga             | 2e       | Semi-marathon       | 1 h 7 min 26 s |
| 2024 | Championnats du monde de cross            | Belgrade         | 3e       | Course individuelle | 31 min 9 s     |
| 2024 | Championnats du monde de cross            | Belgrade         | 1re      | Par équipes         | 10 pts         |
| 2024 | Jeux olympiques                           | Paris            | 4e       | 5 000 m             | 14 min 32 s 23 |
| 2024 | Jeux olympiques                           | Paris            | 4e       | 10 000 m            | 30 min 44 s 58 |

## Records
| Épreuve  | Temps          | Lieu    | Date             |
| -------- | -------------- | ------- | ---------------- |
| 3 000 m  | 8 min 21 s 53  | Paris   | 28 août 2021     |
| 5 000 m  | 14 min 23 s 67 | Paris   | 9 juin 2023      |
| 10 000 m | 29 min 27 s 59 | Eugene  | 25 mai 2024      |
| 5 km     | 14 min 32 s    | Zurich  | 8 septembre 2021 |
| 10 km    | 29 min 50 s    | Valence | 3 octobre 2021   |